# Tatjana Pavlovna Ehrenfest

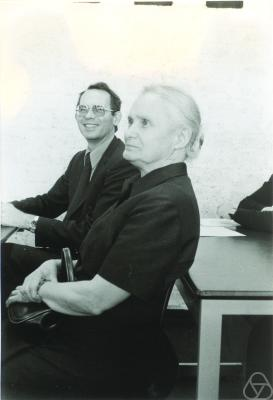
Tatjana Pavlovna Ehrenfest

Tatjana Pavlovna Ehrenfest, later van Aardenne-Ehrenfest, (Wenen, 28 oktober 1905 – Dordrecht, 29 november 1984) was een Nederlands wiskundige. 
Tatjana Ehrenfest werd geboren in Wenen als oudste dochter van Paul Ehrenfest en Tatiana Afanassjewa. Ze bracht haar vroege jeugd vanaf 1907 door in St Petersburg. In 1912 verhuisden ze naar Leiden waar haar vader H.A. Lorentz opvolgde als hoogleraar aan de Universiteit Leiden. 
Tot 1917 werd ze thuis opgeleid, daarna volgde ze lessen aan het Stedelijk Gymnasium Leiden, waar ze in 1922 haar eindexamen behaalde. Ze studeerde daarna wis- en natuurkunde in Leiden. In 1928 ging ze naar Göttingen waar ze college liep bij Harald Bohr en Max Born en assistente was bij Born. Op 8 december 1931 promoveerde ze in Leiden bij Willem van der Woude.
Onder de naam Tanja van Aardenne-Ehrenfest staat ze bekend om haar bijdragen aan het discrepantietheorema van J.G. van der Corput en het BEST-theorema over de Eulergraaf in de grafentheorie.

## Persoonlijk
In 1932 trouwde ze in Leiden met Gijsbert Willem van Aardenne (1894-1983), directeur van de Koninklijke Fabrieken Penn & Bauduin en verzamelaar van wandtapijten. Haar zuster Anna Galinka Ehrenfest werd, onder het pseudoniem El Pintor een in Nederland bekende ontwerper van kinderboeken en kinderspelen.

## Publicaties
Onder meer
- Oppervlakken met scharen van gesloten geodetische lijnen, Proefschrift Leiden, 1931.
- van Aardenne-Ehrenfest, T., J. Wolff (1943-1944). Über die Grenzen der einfachzusammenhängenden Gebiete. Commentarii Mathematici Helvetici 16: 321–323.
- Proof of the impossibility of a just distribution of an infinite sequence over an interval, Proc. Kon. Ned. Akad. Wetensch. 48, 3-8, 1945 / Indag. Math. 7, 71-76 (1945)
- On the impossibility of a just distribution of an infinite sequence of points over an interval, Proc. Kon. Ned. Akad. Wetensch. 48, 266-271, 1945
- On the impossibility of a just distribution, Proc. Kon. Ned. Akad. Wetensch. 52, 734-739, 1949 / Indag. Math 11, 264-269 (1949)
- Korevaar, Jaap, Tatjana van Aardenne-Ehrenfest and Nicolaas G. de Bruijn, “A Note on Slowly Oscillating Functions.” Nieuw Archief Voor Wiskunde 2, 23 (1949): 77–86. https://www.delpher.nl/nl/tijdschriften/results?query=&page=1&maxperpage=50&sortfield=date&cql%5B%5D=(alternative+all+%22Nieuw+archief+voor+wiskunde%22)&coll=dts
- Aardenne-Ehrenfest, T. van and Nicolaas G. de Bruijn, “Circuits and Trees in Oriented Linear Graphs.” Simon Stevin : Wis- En Natuurkundig Tijdschrift 28 (1951): 203–17.